# Gariadhar
Gariadhar är en ort i Indien.   Den ligger i distriktet Bhāvnagar och delstaten Gujarat, i den västra delen av landet, 1 000 km sydväst om huvudstaden New Delhi. Gariadhar ligger 98 meter över havet och antalet invånare är 35 692.
Terrängen runt Gariadhar är platt, och sluttar söderut. Runt Gariadhar är det ganska tätbefolkat, med 248 invånare per kvadratkilometer. Gariadhar är det största samhället i trakten. Trakten runt Gariadhar består till största delen av jordbruksmark.